# Scionomia mendica
Scionomia mendica là một loài bướm đêm trong họ Geometridae.